# Société pour un judaïsme humaniste
 (mai 2010).
Si vous disposez d'ouvrages ou d'articles de référence ou si vous connaissez des sites web de qualité traitant du thème abordé ici, merci de compléter l'article en donnant les références utiles à sa vérifiabilité et en les liant à la section « Notes et références ».
La Société pour un judaïsme humaniste, fondée en 1963 à Birmingham au Michigan par le rabbin Sherwin Wine, fait la promotion d'une philosophie centrée sur l'être humain, qui célèbre la culture juive en la combinant à l'humanisme.
Les valeurs prônées sont non-théistes. Il n'est donc pas question de religion.
Le judaïsme humaniste célèbre les fêtes juives et les différents évènements au cours de la vie, avec des cérémonies classiques, et dit vouloir aller au-delà de la littérature juive traditionnelle en l'ouvrant sur des perspectives dépassant les croyances.